# Особняк Плате
Особняк Плате (нем. Platehof) — здание по адресу «Platehofstraße 9» в городе Люденшайд, которое после 1900 года было приобретено Питером Робертом Плате; перестроено в 1911 году.

## История
Здание по адресу «Platehofstraße 9» в районе Брюнингхаузен города Люденшайд в 1813 году являлось деловой резиденцией. После 1900 года оно было приобретено Питером Робертом Плате и перестроено в 1911 году. Дом с вальмовой крышей имеет цокольный этаж и люнет. В само здание ведет полукруглая лестница, заканчивающаяся перед двустворчатой входной дверью с двумя боковыми окнами и фрамугой. Ранее симметричное здание особняка было в 1921 году дополнено башней, построенной по проекту архитектора Альфреда Зойстера (нем. Alfred Seuster), а сам дом был перестроен с использованием элементов XIX века. К дому примыкает просторный сад, окруженный каменной оградой и ориентированный в сторону реки Ферзе; в саду, также в 1921 году, был построен павильон. Бывшие хозяйственные постройки, относившиеся к особняку Плате, были перестроены и стали парой жилых домов, располагающихся по адресам Platehofstraße 5 и 7. На противоположной стороне улицы от особняка располагается его бывший каретник. 5 мая 2017 года здание, находящееся в частной собственности, было признано памятником архитектуры города Люденшайд, получив регистрационный номер 186.